# Kies- und Badesee Birkwitz

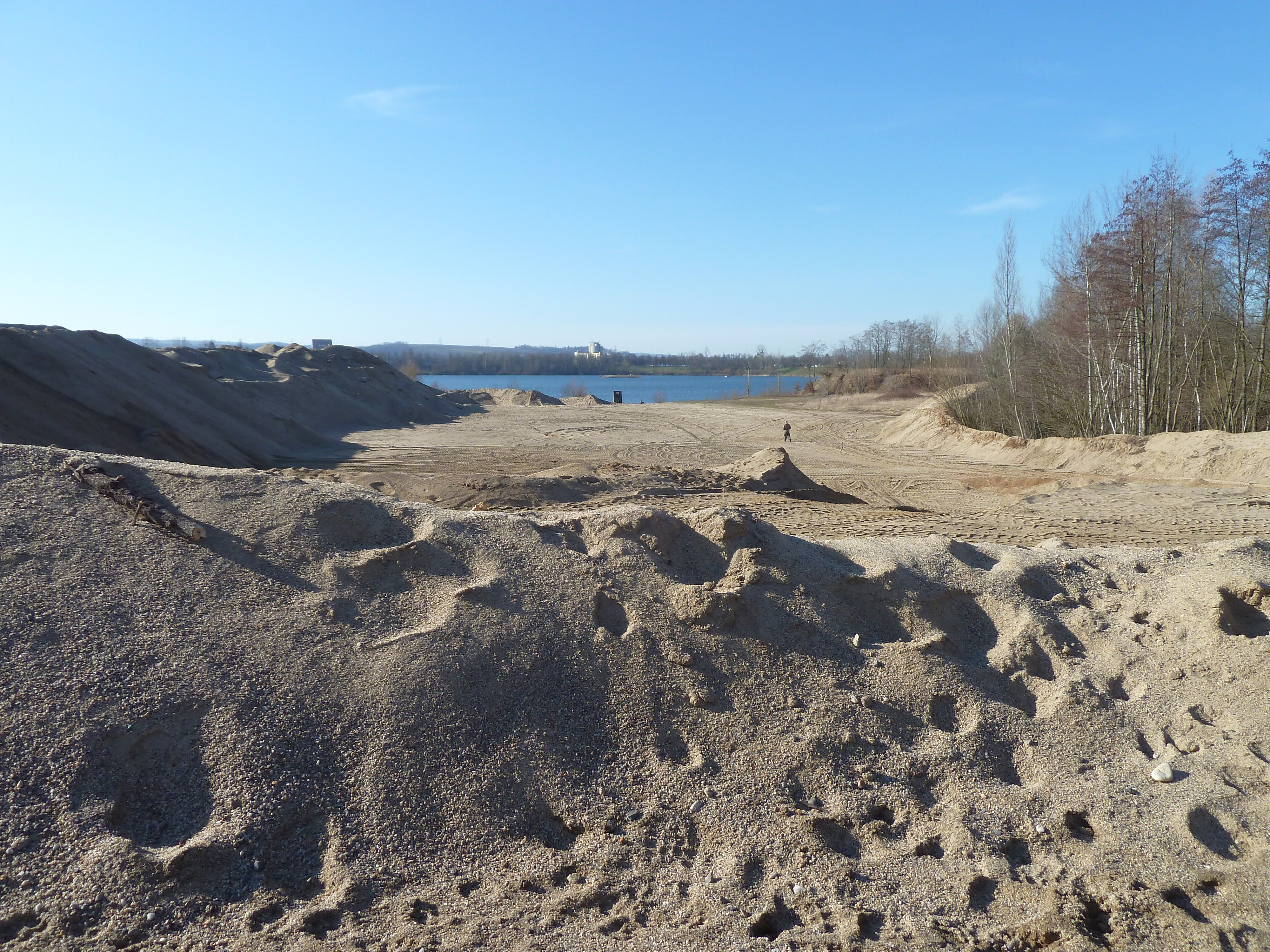
Ostufer mit Resten des industriellen Sandabbaus

Der Kies- und Badesee Birkwitz ist ein ehemaliger Baggersee, der zwischen Pillnitz und Pirna im Landkreis Sächsische Schweiz-Osterzgebirge liegt.
Er ist etwa 15 Kilometer von Dresden entfernt und befindet sich zwischen den Pirnaer Ortsteilen Birkwitz im Nordwesten und Pratzschwitz im Südwesten. Der See ist etwa 900 Meter lang und 950 Meter breit. In ihm befinden sich zwei kleine Inseln. Der westliche Teil wird als Badesee genutzt und ist Privatgelände. Betreiber und Eigentümer ist eine Gesellschaft bürgerlichen Rechts. Im Juli findet jeweils ein Strandfest statt.
Im südlichen Teil ist das Baden nicht gestattet, er ist Eigentum des Deutschen Anglerverbandes.